# Coniopteryx papuensis
Coniopteryx papuensis är en insektsart som beskrevs av Meinander 1990. Coniopteryx papuensis ingår i släktet Coniopteryx och familjen vaxsländor. Inga underarter finns listade i Catalogue of Life.